# Semnoderes ponticus
Semnoderes ponticus is een soort in de taxonomische indeling van de stekelwormen.
De diersoort behoort tot het geslacht Semnoderes en behoort tot de familie Semnoderidae. De wetenschappelijke naam van de soort werd voor het eerst geldig gepubliceerd in 1956 door Bacescu & Bacescu.